# Ник ван Ексел
Ник ван Ексел (енгл. Nickey Maxwell Van Exel; Кеноша, Висконсин, 27. новембар 1971) бивши је амерички кошаркаш, а садашњи кошаркашки тренер. Играо је на позицијама плејмејкера и бека.

## Успеси

### Појединачни
- НБА Ол-стар меч (1): 1998.
- Идеални тим новајлија НБА — друга постава: 1993/94.